# Fred Lynn
Fredric Michael Lynn (ur. 3 lutego 1952) – amerykański baseballista, który występował na pozycji środkowozapolowego przez 17 sezonów w Major League Baseball.
Lynn został wybrany w trzeciej rundzie draftu 1970 roku przez New York Yankees, jednak nie podpisał kontraktu. Następnie studiował na University of Southern California, gdzie w latach 1971–1973 występował w baseballowej drużynie uniwersyteckiej USC Trojans. W czerwcu 1973 po raz drugi przystąpił do draftu, gdzie w drugiej rundzie został wybrany przez Boston Red Sox i początkowo występował w klubach farmerskich tego zespołu, między innymi w Pawtucket Red Sox, reprezentującym poziom Triple-A.
W MLB zadebiutował 5 września 1974 w meczu przeciwko Milwaukee Brewers. W sezonie 1975 zdobywając najwięcej w American League runów (103) i doubles (28), a także mając najlepszy wskaźnik slugging percentage (0,566) i on-base percentage (0,967), średnią uderzeń 0,313 (2. wynik w lidze) i 105 RBI (3. wynik w lidze), został wybrany najlepszym debiutantem, MVP American League i po raz pierwszy w karierze wystąpił w Meczu Gwiazd. W sezonie 1979 był najlepszy w lidze pod względem średniej uderzeń (0,333), on-base percentage (0,423) i slugging percentage (0,637), a w głosowaniu do nagrody dla najbardziej wartościowego zawodnika zajął 4. miejsce.
W styczniu 1981 w ramach wymiany przeszedł do California Angels. W 1983 roku zdobył pierwszego w historii All-Star Game grand slama i został wybrany MVP tego meczu. Występował jeszcze w Baltimore Orioles, Detroit Tigers i San Diego Padres, w którym zakończył karierę.
W kwietniu 2007 został wybrany do College Baseball Hall Of Fame, stając się drugim w historii przedstawicielem zespołu USC Trojans, po trenerze Rodzie Dedeaux, który wstąpił w jej szeregi.
| Nagroda/wyróżnienie         | Lata                                                 | Źródło |
| MVP American League         | 1975                                                 | [ 7 ]  |
| 9× All-Star                 | 1975, 1976, 1977, 1978, 1979, 1980, 1981, 1982, 1983 | [ 10 ] |
| All-Star Game MVP           | 1983                                                 | [ 11 ] |
| 4× Gold Glove Award         | 1975, 1978, 1979, 1980                               | [ 12 ] |
| ALCS MVP                    | 1982                                                 | [ 13 ] |
| AL Rookie of the Year Award | 1975                                                 | [ 6 ]  |